# 一宮市博物館
一宮市博物館（いちのみやしはくぶつかん）は、愛知県一宮市大和町妙興寺にある市立の歴史博物館。禅宗の妙興寺に隣接する。

## 概要

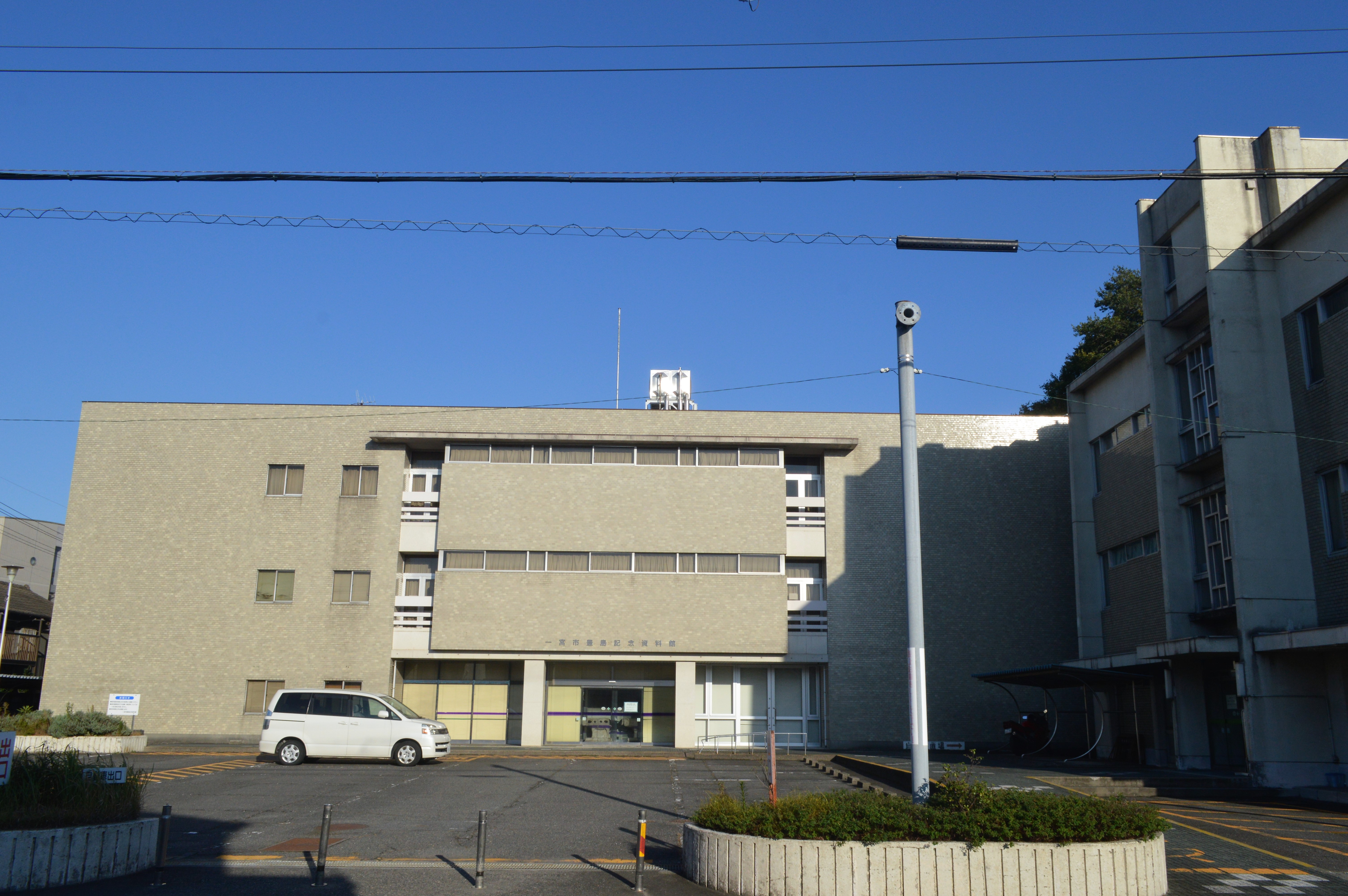
附属施設の豊島記念資料館

一宮市の歴史や文化遺産に関する展示を行う目的で、1987年（昭和62年）11月に開館。市内の遺跡から発掘された古代から中世にかけての出土品をはじめ、大正から昭和に使われた大型織機をはじめとした一宮の繊維産業の歴史などを常設展示している。
建物は内井昭蔵の設計で1988年（昭和63年）に第20回中部建築賞、1991年（平成3年）に一宮市建築賞、1993年（平成5年）に第4回公共建築賞中部地区優秀賞を受賞している。

## 建物概要
- 設計 : 内井昭蔵建築設計事務所（内井昭蔵）[3]
- 施工 : 竹中・中村工業建設共同企業体[3]
- 構造 : RC造一部SRC造[3]
- 階数 : 地上2階、地下2階、塔屋階1階[3]
- 敷地面積 : 9,215.61m2 [3]
- 建築面積 : 2,486.19m2 [3]
- 延床面積 : 4,616.15m2 [3]

## 館内施設
1階
- 展示室（1-1）
- 小展示室
- 特別展示室
- 講座室
- 和室
- 会議室

2階
- 展示室（2-1、2-2、2-3）
- たんけんの森
- ギャラリー

## 利用案内
- 開館時間 : 9:30 - 17:00（入館は16:30まで）
- 休館日 : 毎週月曜日、休日の翌日、年末年始
- 入場料 : 一般 300円、高・大学生 150円、小・中学生 50円

## 交通アクセス
- 名鉄名古屋本線 妙興寺駅下車、徒歩で約7分。
- i-バス千秋町コース「博物館西」バス停下車、徒歩で約5分。

## 周辺
- 妙興寺